# Крылов, Александр Петрович
Алекса́ндр Петро́вич Крыло́в (1 [14] августа 1904 — 11 мая 1981) — советский геолог, специалист в области нефтедобычи, доктор технических наук, профессор, академик АН СССР. Лауреат Ленинской и Сталинской премий.

## Биография
А. П. Крылов родился в селе Татево Тверской губернии (ныне Оленинского района Тверской области).
В 1926 году окончил Ленинградский горный институт, после окончания учёбы работал на нефтяных месторождениях в Азербайджане. С 1929 года — начальник буровой партии на предприятиях в Донбассе, а затем — старший инженер производственного отдела бурового треста на Сахалине.
С 1932 года работал научным сотрудником в Государственном исследовательском нефтяном институте в Москве, одновременно являлся профессором кафедры разработки и эксплуатации нефтяных месторождений Московского нефтяного института (МНИ; до 1959 года).
С 1942 года — руководитель группы в проектно-исследовательском бюро МНИ, с 1951 года — старший научный сотрудник Всесоюзного научно-исследовательского института нефти (ВНИИнефть), а с 1953 года — заместитель директора института.
В 1949 году присвоено учёное звание доктора технических наук без защиты диссертации.
23 октября 1953 года был избран членом-корреспондентом Академии наук СССР.
В 1960 году Крылов возглавил институт. 26 ноября 1968 года был избран действительным членом (академиком) АН СССР.
С 1971 года — глава Научного совета АН СССР по проблемам разработки нефтяных месторождений.
Являлся членом ВАК СССР, членом бюро отделения геологии, географии, геохимии АН ССР, председателем секции разработки нефтяных месторождений Национального комитета СССР по нефти (с 1971 года). Участвовал во многих временных комиссиях Главного комитета по науке и технике при Совете министров СССР. Входил в Госэкспертизы при Госплане СССР. Активно участвовал в организации всесоюзных совещаний.
Успехи, которых достигли нефтяники нашей страны в 1940—1970 годы, в значительной степени обусловлены реализацией научных идей и разработок А. П. Крылова.
Александр Петрович Крылов скончался 11 мая 1981 года в Москве.

## Награды
- Орден Ленина
- Орден Октябрьской Революции
- Два ордена Трудового Красного Знамени
- Три ордена «Знак Почёта»
- Ленинская премия (1962) — за новую систему разработки нефтяных месторождений с применением внутриконтурного заводнения и её осуществление на крупнейшем в СССР Ромашкинском нефтяном месторождении
- Сталинская премия II степени в области науки (1949) — за труд «Научные основы разработки нефтяных месторождений»

## Память
Именем А. П. Крылова названы:
- Научно-исследовательский институт нефти им. А. П. Крылова. Современное название — Открытое акционерное общество «Всероссийский нефтегазовый научно-исследовательский институт имени академика А. П. Крылова» (ВНИИнефть)

Правительство и Дума Москвы в связи со 100-летним юбилеем А. П. Крылова приняли постановление № 267 от 13.10.2004. о сооружении памятника А. П. Крылову вблизи здания «ВНИИнефть».